# 7-メチルキサンチンデメチラーゼ
7-メチルキサンチンデメチラーゼ (7-Methylxanthine demethylase, EC 1.14.13.128)は、酸化還元酵素の1つであり、系統名は、7-methylxanthine:oxygen oxidoreductase (demethylating)である。この酵素は、以下の化学反応を触媒する。
7-メチルキサンチン + O2 + NAD(P)H + H+ {\displaystyle \rightleftharpoons } キサンチン + NAD(P) + H2O + ホルムアルデヒド
従って、反応物は、7-メチルキサンチンと酸素分子とNAD(P)Hと水素イオン、生成物はキサンチン、NAD(P)+、水、ホルムアルデヒドである。 
プレムナスピロジエンオキシゲナーゼは、非ヘム鉄酸素付加酵素である。